# No te puedo besar
No te puedo besar es la novena canción del primer álbum oficialmente grabado por Hombres G, cuyo nombre es también Hombres G. Este tema está interpretado íntegramente por Javi Molina (batería de Hombres G), en lugar de David Summers como es habitual. Tanto la música como la letra son de David Summers.
- Datos: Q5649756